# Charopinopsis quaternius
Charopinopsis quaternius är en kräftdjursart. Charopinopsis quaternius ingår i släktet Charopinopsis och familjen Lernaeopodidae. Inga underarter finns listade i Catalogue of Life.